# Joan Albert Amargós i Altisent
Joan Albert Amargós i Altisent (Barcelona, 2 d'agost de 1950) és un compositor català. Artista més conegut pel gran públic per haver arranjat temes per a Joan Manuel Serrat i Miguel Poveda, però que té una sòlida trajectòria com a compositor. És un dels exemples més clars d'aquesta singularitat de la música catalana contemporània. La música d'Amargós fa de pont entre la tradició culta dels grans corrents estètics europeus, que es van introduir a Catalunya durant el modernisme i la primera meitat del segle xx; i la tradició musical popular, amb gèneres com el flamenc i el jazz. La seva relació amb músics flamencs com Enrique Morente o Camarón de la Isla ha donat un caràcter tel·lúric i desacomplexat a la seva obra, amb títols com Tarantos (1985) o el jazzístic Homenatge a Michael Brecker (2008). Amargós ha estat distingit amb el Premi Nacional de Música de la Generalitat de Catalunya (2002) i el de l'Academia de las Artes y las Ciencias de la Música.

## Biografia
Va néixer el 2 d'agost de 1950 a la ciutat de Barcelona, net del compositor Joan Altisent i Ceardi. Va estudiar música al Conservatori Superior de Música del Liceu, del qual actualment és conseller artístic del Departament de Jazz i Música moderna.

## Obra musical
Fundador del grup de música Música Urbana, amb el qual va gravar dos discs, és concertista de piano i clarinet. Alterna aquesta professió amb la composició d'obres de cambra, simfòniques, o bé pel cinema, teatre, dansa o televisió. També és autor de mitja dotzena de sardanes.
Arreglador i orquestrador d'anomenada, ha treballat amb músics tan dispars com Quico Pi de la Serra, Plácido Domingo, Camarón de la Isla, Paco de Lucía, Joan Manuel Serrat, Tomatito, Luz Casal o Miguel Poveda, cosa que fa evident la seva polivalència artística.
La seva òpera Eurídice, per a mezzosoprano i baríton —acompanyats per violí, violoncel, contrabaix i bandoneó—, amb llibret de Toni Rumbau, s'estrenà el 2 de juliol de 2001 al Convent dels Àngels de Barcelona, amb Claudia Schneider i Cristina Zavalloni com a mezzos i Marc Canturri i Enric Martínez Castignani com a barítons.
L'any 2002 fou guardonat amb el Premi Nacional de Música, concedit per la Generalitat de Catalunya, "per la capacitat de síntesi entre els diversos llenguatges musicals demostrada especialment en la seva producció compositiva de l'any 2001".
Una de les últimes obres que ha fet és la peça musical del Centenari de l'IEC.
Northern Concerto, una composició per a flauta dolça i orquestra, fou nominada pel Premi Grammy l'any 2008 en la categoria de música clàssica contemporània.